# Grand Theft Auto (видео-игра)
Grand Theft Auto 1 (GTA 1) је прва, оригинална игрица GTA серијала направљена 1997. године. Grand Theft Auto (GTA) се још зове Grand Theft Auto 1 (GTA 1), да се не би заменио са GTA серијалом. Игрица се налази у птичјој перспективи. Првобитно је направљена за MS-DOS, али је касније направљена и за PC, PlayStation и Game Boy Color. 
Оригинални GTA се састоји од низа нивоа смештених у једном од три града у игри. Постоји више протагониста који се могу мењати, а може им се чак мењати и име. У сваком нивоу играчу је задат број бодова које треба постићи, а да то постигне, доступно му је пет живота. Бодови су у ствари новац, који може бити потрошен на разне ствари, као што је фарбање аута. Међутим, сваки долар потрошен се одузима од бодова, па то играча удаљује од коначног циља. Постоји неколико начина како зарадити бодове. То могу бити разни злочини, попут сударања с аутима (10 бодова) или убијања полицајаца (1000 бодова). Што је озбиљнији злочин, он доноси више бодова. Озбиљнији злочини брже привлаче полицију. Још један начин је да играч украде ауто те га прода на једном од многобројних пристаништа изван града за неколико хиљада бодова. Када играч заврши мисију, множитељ бодова се повећа за један. Множитељ се множи са нормалном зарадом, на пример: убиство полицајца доноси 1000×1=1000 бодова, ако је играч прешао две мисије, множитељ се повећава за два па испадне овако: 1000×3=3000 бодова. Повећање множитеља утиче на све, па и на зараду при завршетку мисија. Играч је слободан, тј. ради све што жели. Може само истраживати град, изазивати смрт и уништење или украшавати ауте и продавати их; али да заврши ниво играч мора завршити одређен број мисија. Чак и у мисијама играч има одређену слободу, да бира пут којим ће се кретати иако је одредиште већином на тачно одређеном месту (не миче се). Оволиком количином слободе не може се похвалити скоро ниједна акциона игра. У GTA 1 постоје три града: Либерти Сити (енгл. Liberty City) који је направљен по Њујорку, Вајс Сити (енгл. Vice City) који је базиран на Мајами и Сан Андреас (енгл. San Andreas) који је нарављен по Сан Франциску.

## Листа оружја
Постоји само неколико оружја у игрици, а то су:
- Шака — Људи не могу бити повређени са овим оружјем. Међутим, то може да заустави непријатеље неколико секунди
- Пиштољ — Нема рафалну паљбу, али убија са једним хицем. Доста муниције за пиштољ може да се нађе у граду. Увек је близу болница и полицијских станица, и такође је стандардно оружје полиције и криминалаца.
- Митраљез — Има рафалну паљбу, али се налази на специфичним местима и нема пуно муниције. Користи се од стране полиције кад играч има 4 ниво тражености.
- Базука — Користи се да гађа аутомобиле, али ако играч погоди грађевину, део те грађевине ће се запалити. Једино се налази на ретким местима.
- Бацач пламена — Може лако дигнути кола у ваздух или запалити људе. То је најбоље оружје за убијање већих група непријатеља, али је веома ретко оружје.

Ту су и специфични звукови подригавања и прдежа такође, али немају никакав ефекат на људе и непријатеље.